# Centrale solare orbitale
Una centrale solare orbitale è un'ipotetica centrale elettrica costituita da uno o più satelliti che tramite celle fotovoltaiche convertono la luce del Sole in corrente elettrica e poi tramite un'antenna trasmettono l'energia ottenuta sotto forma di microonde o laser. Il vantaggio di disporre le celle fotovoltaiche nello spazio rispetto a quello di installarle sulla Terra è dovuto alla costanza dell'illuminazione e alla mancanza di condizioni atmosferiche (nuvole, pioggia, ecc.) che riducano l'afflusso di energia verso le celle. Lo svantaggio principale è l'elevato costo del trasporto in orbita dei satelliti e delle relative infrastrutture.

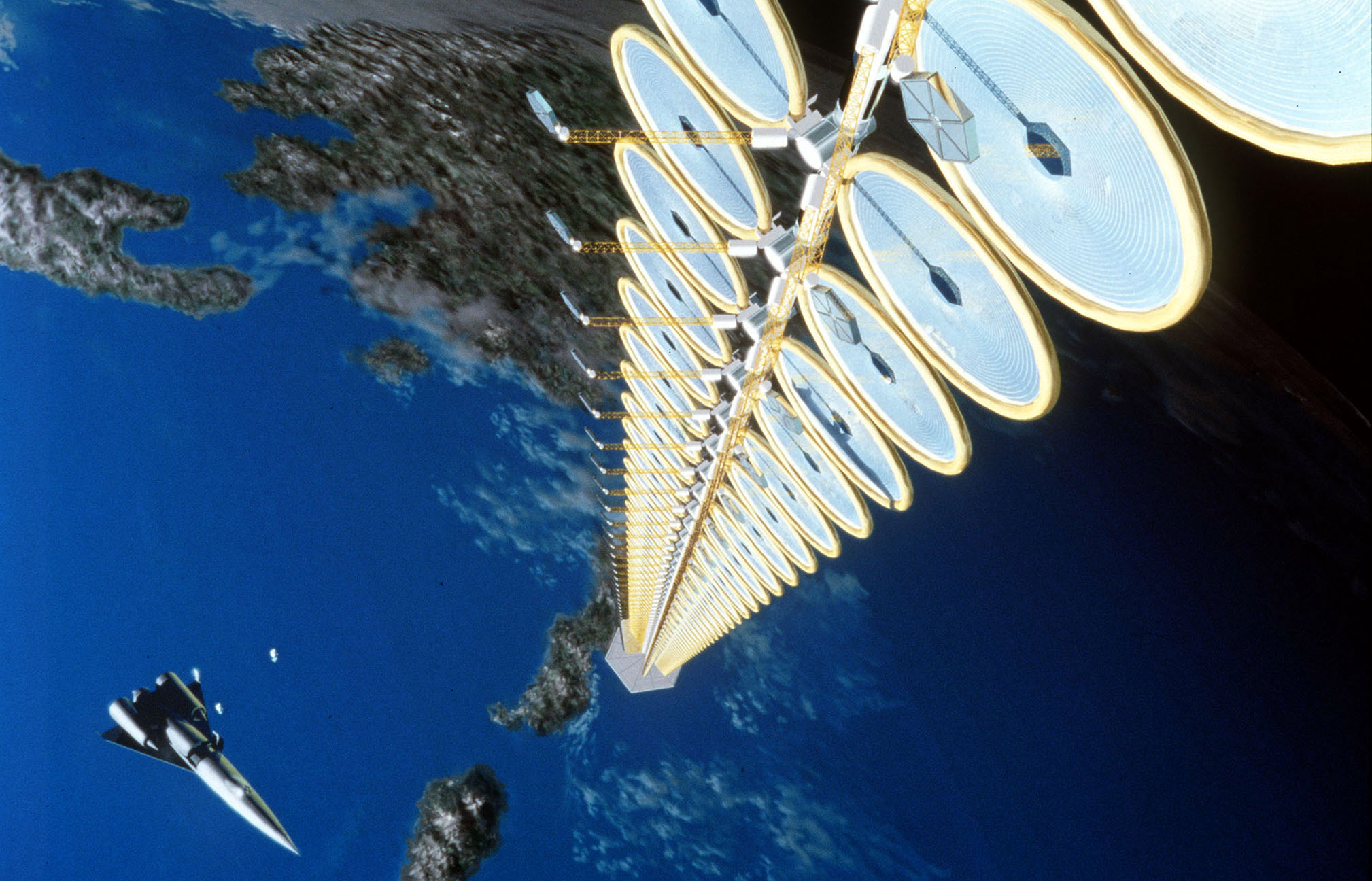
Raffigurazione artistica di una centrale solare orbitale

## Storia
L'idea di questo tipo di satelliti è nata alla fine del 1968 in un romanzo di fantascienza di Isaac Asimov, ma inizialmente è stato considerato tecnicamente impraticabile per via dell'impossibilità di trasmettere efficientemente la potenza generata dal satellite verso la Terra. Il problema della trasmissione a Terra è stato risolto nel 1974 quando a Peter Glaser è stato assegnato il brevetto numero 3,781,647. Questo brevetto riguardava un metodo per trasmettere energia dallo spazio verso la Terra utilizzando microonde e una particolare antenna chiamata rectenna.
Glasser lavorava per la Arthur D. Little Inc. con la mansione di vicepresidente. La NASA inizialmente era interessata a questa tipologia di applicazioni e infatti nel 1972 aveva assegnato a quattro società lo studio di queste infrastrutture spaziali. Questi studi evidenziarono due problemi di fondo. Il primo era dovuto all'elevato costo del trasporto in orbita di ampie strutture e il secondo problema era la mancanza di esperienza nell'assemblaggio e gestione di grandi infrastrutture in orbita. Questi problemi non sembravano insuperabili e quindi gli studi proseguirono.
La maggior parte delle industrie aerospaziali effettuò questa tipologia di studi sotto la spinta della NASA che forniva denaro per finanziare i progetti e in caso di implementazioni avrebbe assegnato gli appalti che si preannunciavano faraonici. All'inizio degli anni settanta la richiesta di energia elettrica era in costante aumento e quindi nuove forme di energia erano benvenute, ma verso la fine del decennio la richiesta di energia elettrica si era stabilizzata e quindi l'interesse verso questi studi svanì.
Recentemente questi studi hanno riacquistato interesse per via del sempre maggior costo dei prodotti energetici. Allo stesso tempo i miglioramenti tecnologici dei lanciatori e delle tecniche di costruzione nello spazio hanno reso la realizzazione di questi sistemi più economici, sebbene allo stato attuale non siano ancora concorrenziali con le altre fonti di energia.

## Descrizione

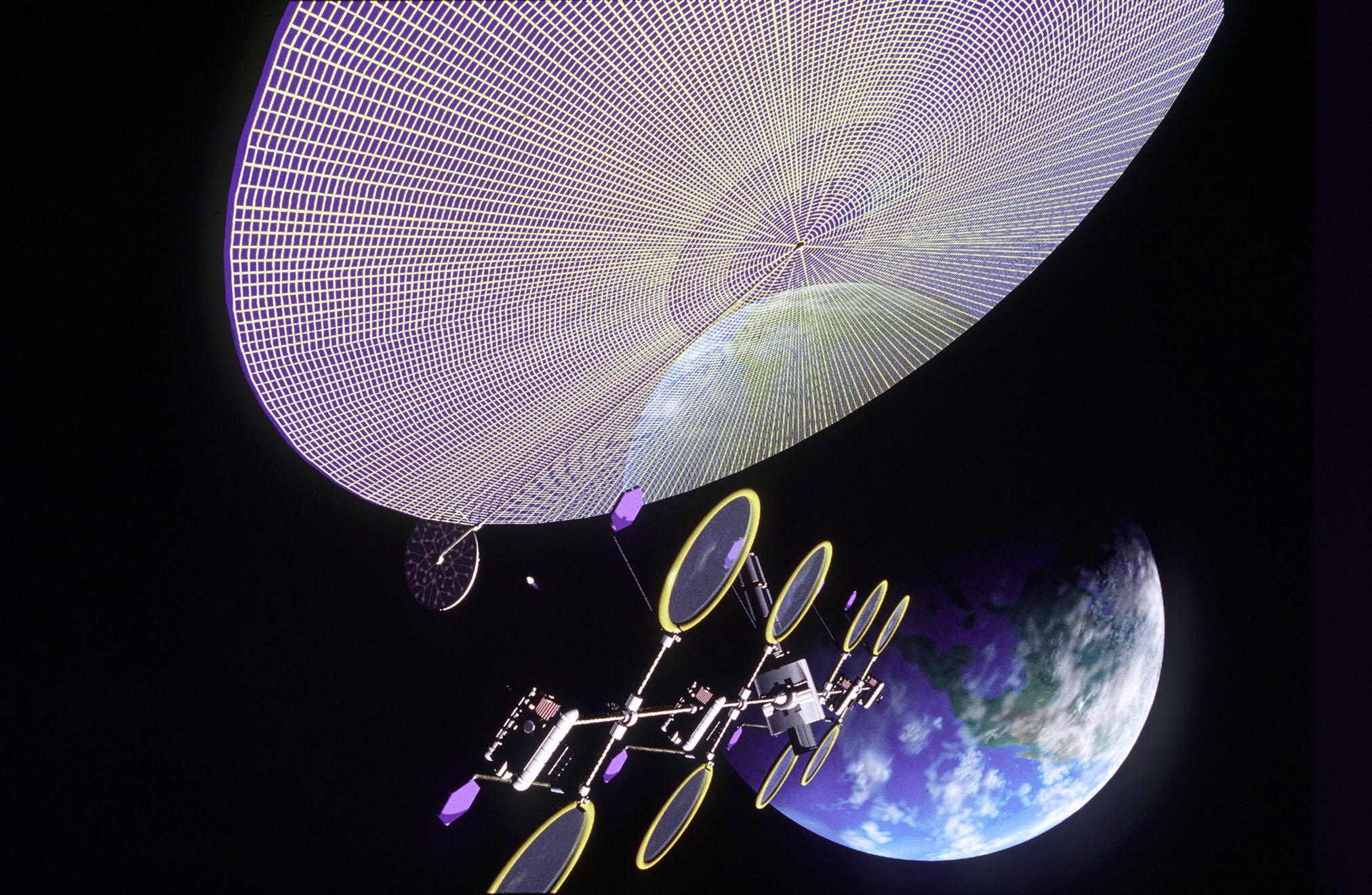
Raffigurazione artistica con il collettore solare in evidenza

Una centrale solare orbitale è composta da tre parti:
1. Un grande collettore di energia solare, tipicamente costruito con celle fotovoltaiche
2. Un'antenna per la trasmissione delle microonde verso la Terra
3. Un'antenna di elevate dimensioni sulla Terra che riceve le microonde e le converte in energia elettrica

Costruire la centrale solare nello spazio porterebbe molti vantaggi tecnici, nello spazio la centrale riceverebbe illuminazione diretta e costante per il 99% dell'anno, non riceverebbe la luce solare solamente durante le eclissi e durante gli equinozi. Anche in questo caso si tratterebbe di una interruzione di illuminazione di poche ore e quindi compensabile con centrali tradizionali o altre centrali elettriche orbitali disposte in diversi luoghi della Terra.
Tecnologicamente questa tipologia di centrale è molto più semplice di una centrale termoelettrica, non ha né turbine né circuiti di raffreddamento da regolare, la conversione da energia elettromagnetica a corrente viene eseguita direttamente dalle celle fotovoltaiche che sono componenti che non richiedono praticamente manutenzione. La struttura di questa centrale inoltre potrebbe essere molto leggera dato che nello spazio non bisogna vincere la gravità terrestre.
L'antenna installata a Terra (la rectenna) è l'elemento fondamentale del progetto. Consiste in una serie di corte antenne a dipolo connesse a dei diodi. Le microonde trasmesse dal satellite sarebbero ricevute dalle antenne con un'efficienza dell'85-90%. Si potrebbe utilizzare una convenzionale antenna per microonde ma questa tipologia di antenna sarebbe molto costosa dato che l'antenna installata a terra dovrebbe essere grande decine di chilometri. I raccolti e gli animali non sarebbero infastiditi dalla rectenna dato che questa ridurrebbe solo leggermente l'illuminazione, in sostanza questa antenna in termini di spazio a terra occupato non è costosa come potrebbe sembrare.
Per la massima efficienza l'antenna trasmissiva dovrebbe avere un diametro compreso tra 1 e 1,5 chilometri. L'antenna installata a Terra dovrebbe avere un diametro compreso tra i 10 e 14 chilometri. Questa tipologia di antenna sarebbe in grado di trasmettere tra i 5 e i 10 gigawatt di potenza. Per essere conveniente l'antenna dovrebbe essere utilizzata a piena potenza e quindi il collettore del satellite dovrebbe avere un'area compresa tra i 50 e i 100 chilometri quadrati utilizzando la celle fotovoltaiche standard (con un'efficienza del 14%). Utilizzando il meglio attualmente disponibile per le celle fotovoltaiche si potrebbe dimezzare l'area occupata, (questi componenti hanno un'efficienza del 28%) ma si innalzerebbero notevolmente i costi. In entrambi i casi le strutture da costruire in orbita sarebbero grandi decine di chilometri, ciò non è oltre le possibilità della moderna ingegneria ma bisogna tenere conto che simili strutture non sono mai state costruite in orbita.

## Problemi

### Costo del lancio
Senza dubbio il problema principale della centrale solare orbitale è la messa in orbita del materiale. In base a quanto costa mandare in orbita uno Space Shuttle il trasporto costa tra gli 8.000 e gli 11.000 dollari statunitensi per chilogrammo, il prezzo preciso dipende dal numero di lanci necessari per mettere in orbita l'oggetto. Con questi costi mettere in orbita una struttura come la centrale solare orbitale non è pensabile dal punto di vista economico. Bisognerebbe sviluppare un lanciatore che costi circa 400 dollari per chilogrammo.
Assumendo un tipico pannello solare, questo pesa 20 chilogrammi per ogni kilowatt prodotto, senza considerare la massa delle strutture di supporto. Supponendo di realizzare una stazione di quattro gigawatt si avrebbe un peso di 80.000 tonnellate e quindi 1600 lanci dello Space Shuttle solo per muovere il materiale nell'orbita bassa del pianeta (come portare il materiale in orbita geostazionale è un altro problema). Una versione leggerissima dei pannelli peserebbe 1 chilogrammo per kilowatt e quindi 4.000 tonnellate dunque 80 lanci dello Shuttle. Una versione leggerissima della centrale solare orbitale costerebbe solo per la messa in orbita bassa dei pannelli 40 miliardi di $. Il come assemblare la struttura, le strutture di supporto e il portare il satellite in orbita geostazionale sono ulteriori problemi da affrontare.
Gerard O'Neill notò il problema negli anni settanta e propose di costruire la centrale solare utilizzando materiale prodotto e lanciato dalla Luna. Questa soluzione abbatterebbe i costi di lancio, dalla Luna mettere in orbita una struttura costa cento volte meno che dalla Terra per via della bassa gravità e della mancanza di attrito con l'aria. Dalla Luna si potrebbero utilizzare razzi leggeri o un potente cannone elettromagnetico che accelerando delle capsule le mandi in orbita. Questa soluzione però sarebbe sensata solo se si decidesse di costruire almeno un centinaio di centrali solari orbitali, altrimenti il costo di installare sulla Luna tutte le infrastrutture necessarie per il progetto non verrebbe ripagato. Sembra che O'Neill abbia suggerito questa soluzione più come scusa per giustificare la colonizzazione spaziale che come soluzione al problema della centrale solare.
Recentemente si è suggerito di utilizzare un ascensore spaziale per risolvere il problema del trasporto. Un ascensore spaziale renderebbe la costruzione della centrale solare economica e probabilmente conveniente con le altre fonti di energia elettrica. Attualmente però i problemi tecnici di questa infrastruttura sono enormi e alcuni non sono ancora stati risolti sebbene sembri che con il perfezionamento dei nanotubi di carbonio si possano in un futuro risolvere. Comunque questa soluzione a breve non sembra utilizzabile.
Attualmente è inoltre in fase di sviluppo il razzo Starship dell'azienda SpaceX che si prefigge di abbattere i costi di lancio fino a 13 dollari per chilogrammo spedito in orbita con un payload di 150 tonnellate per lancio, riducendo enormemente i costi di lancio.

### Sicurezza
L'utilizzo delle microonde nel progetto è la scelta tecnologica più controversa sebbene la preoccupazione che ogni cosa che venga a contatto col fascio sia incenerita è ingiustificata ed eccessiva. La zona del fascio a massima intensità (il centro) non raggiunge livelli di esposizione letali nemmeno per esposizioni a tempo indefinito. Gli eventuali aeroplani irraggiati dal fascio non ne risentirebbero e nemmeno i passeggeri che, essendo schermati dalla fusoliera metallica dell'aeromobile non risulterebbero colpiti dall'irraggiamento. Più del 95% della potenza del fascio verrebbe intercettata dalla rectenna e la parte rimanente di microonde verrebbe dispersa nell'ambiente con concentrazioni molto basse per gli standard di sicurezza mondiali relativi all'esposizione alle microonde. Comunque la maggior parte dei ricercatori concorda che devono essere svolte ulteriori ricerche sull'irraggiamento da microonde e sugli eventuali influssi di questo irraggiamento nell'ambiente. Inoltre devono essere effettuati approfonditi studi sull'irraggiamento dell'atmosfera con microonde.
L'intensità massima dell'irraggiamento è controllata dal sistema sebbene sia progettata per essere assimilabile a quella di un telefono cellulare. Le microonde non devono essere troppo intense altrimenti potrebbero danneggiare gli uccelli. Esperimenti di irraggiamento con potenze ragionevoli non hanno mostrato effetti collaterali anche dopo molte generazioni negli animali da laboratorio.
È stato suggerito di dispiegare l'antenna in mare aperto ma questa soluzione risulta molto problematica.
Un metodo comunemente proposto per rendere sicuro il fascio è quello di generare un fascio pilota dalla Terra che guidi l'emissione dalla centrale elettrica orbitale. Il fascio guida sarebbe emesso dal centro dell'antenna a Terra, l'antenna in orbita lo riceverebbe e lo utilizzerebbe come segnale di riferimento per puntare il fascio correttamente. Quando il fascio emesso e quello ricevuto dalla Terra sono corretti entrambi sarebbero in fase uno con l'altro e questo segnalerebbe un puntamento corretto. Se il fascio pilota fosse assente (l'antenna potrebbe essere mal puntata o il fascio guida guasto) il fascio inviato dalla centrale non avendo un riferimento non potrebbe focalizzarsi correttamente sulla rectenna riducendo l'efficienza del sistema e disperdendo microonde nell'ambiente.
È importante per il sistema che il fascio sia il più collimato possibile dato che da questo dipenda l'efficienza del sistema di trasmissione. Al di fuori della rectenna i livelli delle microonde diminuiscono molto rapidamente e quindi anche eventuali città vicino alla rectenna non sarebbero irradiate.
Gli effetti a lungo termine di irraggiamento della ionosfera tramite microonde devono essere studiati adeguatamente.

## Progetti attualmente in sviluppo
La JAXA (l'agenzia nazionale giapponese per lo spazio) ha progettato di realizzare una centrale elettrica orbitale da 1 gigawatt entro il 2040.
Nel 2001 ha annunciato di aver iniziato lo studio e sviluppo di un prototipo di satellite solare da lanciare in orbita capace di generare una potenza compresa tra i 10 kilowatt e il megawatt. Nel 2009 la Pacific Gas and Electric (PG&E) ha annunciato che sta cercando di ottenere il permesso, insieme alla compagnia Solaren, di acquistare 200 MW di elettricità fornita da una stazione solare orbitante, a partire dal 2016.